# 1004 w polityce

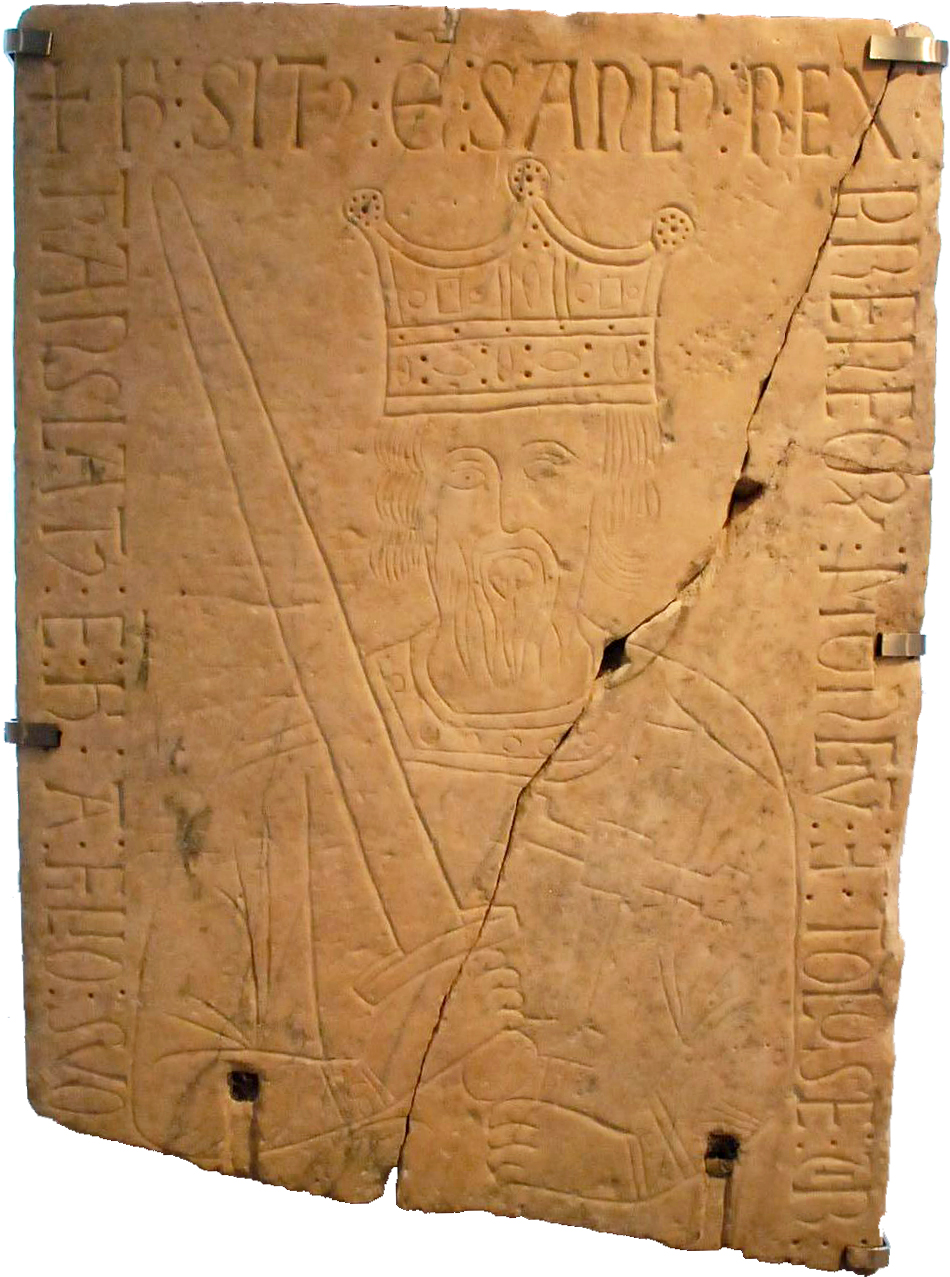
Nagrobek Sancha III Wielkiego

Wydarzenia polityczne w 1004 roku.

## Wydarzenia
- Sancho III Wielki[1] zostaje królem Nawarry[2].
- (lub 1003) Giovanni Fasano zostaje papieżem[3].
- Bolesław Chrobry utracił władzę w Czechach po interwencji króla Niemiec[4].

## Urodzili się
- Wilhelm VI Gruby, książę Akwitanii[5].